# Audio Interchange File Format
Audio Interchange File Format (AIFF o Format d'Arxiu d'Intercanvi d'Àudio) és un estàndard tècnic de format d'àudio usat per emmagatzemar dades de so per computadores personals. El format va ser co-desenvolupat per Apple Inc. en 1988 basat en el IFF (Interchange File Format) de Electronic Arts, usat internacionalment en els ordinadors Amiga i actualment és utilitzat en els ordinadors Apple Macintosh. AIFF també és l'utilitzat per Silicon Graphics Incorporated.
Les dades d'àudio en l'estàndard AIFF no són comprimits, emmagatzemant-se les dades en big-endian i empra una modulació per impulsos codificats (PCM). També hi ha una variant de l'estendard on sí que existeix compressió, coneguda com a AIFF-C o AIFC, amb múltiples còdecs definits.
L'estàndard AIFF és un dels formats líders, juntament amb SDII i WAV, utilitzats a nivell professional per aplicacions d'àudio, ja que, a diferència del conegut format amb pèrdues MP3, aquest format és comprimit sense cap pèrdua, que ajuda a un ràpid processat del senyal però amb el desavantatge del gran espai en disc que suposa: al voltant de 10MB per un minut d'àudio estèreo amb una freqüència de mostreig de 44.1 kHz y 16 bits. A més, l'estàndard dona suport a bucles per notes musicals per ús d'aplicacions musicals o samplers.
Les extensions d'arxiu pel format estàndard AIFF són .aiff o .aif. Per a les variants comprimides se suposa que és .aifc, però les anteriors també són acceptades per les aplicacions que suporten aquest tipus de format.